# 段炳浩
段 炳浩（タン・ビョンホ、朝鮮語: 단병호、1949年7月13日 - ）は、韓国の労働運動家、政治家。第17代韓国国会議員。

## 経歴
慶尚北道浦項市北区鶴山洞出身。同志商業高校（現・同志高等学校）中退。
東亜建設倉洞工場労組支部長、ソウル地域労働組合協議会議長、全国労働組合協議会第1〜4代委員長、全国労働組合代表者会議共同代表、全国民主金属労働組合連盟初代委員長、金属産業労働組合連盟初代委員長、全国民主労働組合総連盟第3〜4代委員長、民主労総指導委員を歴任した。1998年に前年の民主労総の総ストライキを主導した容疑などで拘束され、懲役1年を宣告されたが、1999年の光復節の特赦で刑執行停止により釈放された。2002年にまた不法集会とストライキを主導したとして、当時にソウル中央地検公安二部長検事を務めていた黄教安により特殊公務執行妨害の容疑で拘束・起訴された。その後は1年6ヶ月間の懲役を宣告され、翌2003年4月に満期出所し、同月30日の赦免・復権措置により公民権が回復した。
2004年の第17代総選挙では民主労働党の比例代表として出馬し当選、国会議員を1期務めた。任期末の2008年2月に民主労働党の内紛が激化したため、段は離党と予定されていた第18代総選挙への不出馬を表明したが、政治活動の継続と魯会燦・沈相奵などの進歩新党推進勢力との連帯を示した。2022年の大統領選挙の前にも正義党の沈相奵候補への支持を表明した。

## 家族
娘は梨花女子大法大を経て2009年に検事として新規採用され、同年に昌原地検に配属された。なお、当時の昌原地検の検察長は黄教安であった。